# Leopold IV. Debeli
Leopold IV. Debeli (1371. – Beč, 3. svibnja 1411.) bio je vladar iz dinastije Habsburg. Od 1392. do 1406. kao Leopold II. vladao je nad grofovijom Tirol i starim posjedima. Od 1406. pa sve do svoje smrti, bio je starješina obitelji. Zajedno sa svojim bratom Ernstom bio je vojvodski regent "Podunavske Austrije" umjesto svoga tada još maloljetnog rođaka vojvodu Alberta V., jedinog sina vojvode Alberta IV.